# Episodi di NCIS: Los Angeles (decima stagione)
La decima stagione della serie televisiva NCIS: Los Angeles è stata trasmessa in prima visione assoluta negli Stati Uniti d'America da CBS dal 30 settembre 2018 al 19 maggio 2019.
In Italia la prima parte della stagione (episodi nº 1-11) è stata trasmessa in prima visione assoluta su Rai 2 dal 19 gennaio al 23 marzo 2019, mentre la seconda parte (episodi nº 12-24) è stata trasmessa in prima visione assoluta su Rai 2 dal 6 settembre al 29 novembre 2019.
| nº | Titolo originale          | Titolo italiano               | Prima TV USA      | Prima TV Italia   |
| -- | ------------------------- | ----------------------------- | ----------------- | ----------------- |
| 1  | To Live and Die in Mexico | Vivere e morire in Messico    | 30 settembre 2018 | 19 gennaio 2019   |
| 2  | Superhuman                | Talos                         | 7 ottobre 2018    | 26 gennaio 2019   |
| 3  | The Prince                | Il principe                   | 14 ottobre 2018   | 2 febbraio 2019   |
| 4  | Hit List                  | La lista nera                 | 21 ottobre 2018   | 9 febbraio 2019   |
| 5  | Pro Se                    | Tiffany                       | 28 ottobre 2018   | 16 febbraio 2019  |
| 6  | Asesinos                  | Uno contro l'altro            | 4 novembre 2018   | 23 febbraio 2019  |
| 7  | One of us                 | Uno di noi                    | 11 novembre 2018  | 2 marzo 2019      |
| 8  | The Patton Project        | Sul filo                      | 18 novembre 2018  | 9 marzo 2019      |
| 9  | A Diamond in the Rough    | Vicini e lontani              | 25 novembre 2018  | 16 marzo 2019     |
| 10 | Heist                     | Il colpo                      | 9 dicembre 2018   | 23 marzo 2019     |
| 11 | Joyride                   | Natale con i tuoi             | 16 dicembre 2018  | 23 marzo 2019     |
| 12 | The Sound of Silence      | Vertigini                     | 6 gennaio 2019    | 6 settembre 2019  |
| 13 | Better Angels             | Anime buone                   | 13 gennaio 2019   | 13 settembre 2019 |
| 14 | Smokescreen: Part I e II  | Fumo negli occhi: Parte 1 e 2 | 27 gennaio 2019   | 20 settembre 2019 |
| 15 | Smokescreen: Part I e II  | Fumo negli occhi: Parte 1 e 2 | 17 febbraio 2019  | 4 ottobre 2019    |
| 16 | Into the Breach           | Scomode verità                | 3 marzo 2019      | 11 ottobre 2019   |
| 17 | Till Death Do Us Part     | Finché morte non ci separi    | 17 marzo 2019     | 18 ottobre 2019   |
| 18 | Born to Run               | Il fuggitivo                  | 24 marzo 2019     | 25 ottobre 2019   |
| 19 | Searching                 | Legami difficili              | 31 marzo 2019     | 1º novembre 2019  |
| 20 | Choke Point               | Punti deboli                  | 14 aprile 2019    | 8 novembre 2019   |
| 21 | The One That Got Away     | Niente è come sembra          | 28 aprile 2019    | 22 novembre 2019  |
| 22 | No More Secrets           | Niente più segreti            | 5 maggio 2019     | 22 novembre 2019  |
| 23 | The Guardian              | Il guardiano                  | 12 maggio 2019    | 29 novembre 2019  |
| 24 | False Flag                | Sotto falsa bandiera          | 19 maggio 2019    | 29 novembre 2019  |

## Vivere e morire in Messico
- Titolo originale: To Live and Die in Mexico
- Diretto da: Frank Military
- Scritto da: Frank Military

### Trama
Col loro SUV colpito da un razzo, i componenti della squadra, gravemente feriti e impossibilitati a comunicare con la centrale operativa, devono trovare il modo di mettersi in salvo, scappando dagli uomini del cartello di Williams che hanno messo una taglia sulle loro teste. Kensi trasporta Deeks, privo di conoscenza, su una barella improvvisata attraverso il deserto, trovando poi riparo in una chiesa abbandonata; mentre Callen e Sam, il primo con un polmone perforato e il secondo ferito a una gamba, si imbattono in un bambino che li conduce in una piccola casa vuota. A un certo punto Sam sviene, e lui e il suo partner vengono portati all'ospedale dalle persone che erano con il bambino. Kensi e Deeks, nel frattempo risvegliatosi, vengono quasi sopraffatti da un uomo che si era offerto di dar loro un passaggio, ma che intendeva invece consegnarli a Williams in cambio dei soldi; fortunatamente Kensi riesce a impossessarsi dell'auto e a raggiungere l'ospedale, dove però arrivano anche i soldati di Williams per finire il lavoro. Grazie all'aiuto di Arlo Turk, ai rinforzi mandati da Hetty e guidati da Harris Keane e dalla Mosley che, giunta in Messico nell'episodio precedente, uccide Williams e gli altri due passeggeri in macchina con lui dopo che il contrabbandiere si è rifiutato di ritirare i suoi soldati, i ragazzi si salvano e vengono immediatamente trasferiti al centro medico navale Balboa di San Diego, dove ricevono le cure. L'Ammiraglio Killbride telefona alla Mosley e le fa capire che qualcuno dovrà rispondere di ciò che è successo, mentre il destino dell'Agente Hidoko viene tragicamente reso noto: sono suoi infatti i resti bruciati che erano stati rinvenuti nel deserto. Deeks si risveglia e, chiedendo scusa a Kensi per la decisione di annullare il matrimonio, le dice che vuole passare il resto della sua vita con lei.
- Guest star: Gerald McRaney (Ammiraglio della Marina in pensione Hollace Kilbride), Max Martini (Arlo Turk), Lamont Thompson (Spencer Williams), Greg Serano (Agente Speciale FBI Diego Gonzalez), Serafin Falcon (Francisco), Torri Higginson (Vicedirettore delle Operazioni della CIA Alison Baker), Ariel Llinas (Generale Arturo Vasquez), Gustavo Quiroz (Samuel), Jalyn Hall (Derrick), Orel De La Mota (Michael Vasquez), Bernardo Cubria (Dottore), Sean Burgos (Attendente Juan Hernandez), Delarosa Rivera (Ultimo Uomo di Williams).
- Ascolti USA: 8 750 000 telespettatori[1]
- Ascolti Italia: 1 208 000 telespettatori – share 5,28%;[2]

## Talos
- Titolo originale: Superhuman
- Diretto da: Dennis Smith
- Scritto da: Kyle Harimoto

### Trama
Mentre Callen è ancora a riposo e sta finendo la riabilitazione a seguito della missione in Messico (di cui Hetty e Mosley devono affrontare le conseguenze a Washington), il resto della squadra, con Sam in coppia con l'Agente Nicole DeChamps, ora passata all'NCIS, va alla ricerca di un rapinatore di banche, equipaggiato con un prototipo di corazza armata antiproiettile della Marina appartenente a un progetto denominato "Talos". L'Ammiraglio Killbride comunica a Callen di essere stato mandato per sciogliere la squadra ma, dopo che l'Agente gli dice che possono cavarsela per un po' anche senza Hetty, Killbride accetta di non procedere con lo scioglimento. Eric chiede a Nell di convivere poiché il suo padrone di casa ha deciso di trasferirsi alle Hawaii e lo ha quindi sfrattato; Deeks propone che Callen vada a vivere nel monolocale sopra il bar, mentre quest'ultimo e Sam incontrano la suocera di Hidoko, madre del defunto marito della giovane Agente i cui resti bruciati erano stati rinvenuti in Messico.
- Guest star: Gerald McRaney (Ammiraglio della Marina in pensione Hollace Kilbride), Marsha Thomason (Agente Speciale NCIS Nicole DeChamps), Tait Fletcher (Rob Durant), Amber Friendly (Tenente Comandante della Marina Brittany Gomez), Derek Basco (Hank Tam), Mark Labella (Jordan Abalos), Jake Faunce (Andrew Silva), Heidi Moneymaker (Rachel Conway), Vivan Dugré (Nancy Briones), Demark Thompson (Lynne), Mia A. Trella (Callie Brione).
- Ascolti USA: 7 540 000 telespettatori[3]
- Ascolti Italia: 1 173 000 telespettatori – share 5,05%;[4]

## Il principe
- Titolo originale: The Prince
- Diretto da: Lily Mariye
- Scritto da: Andrew Bartels

### Trama
La squadra viene assegnata alla protezione di un Vice Principe Saudita, a Los Angeles per affari, dopo che la scorta col suo sosia viene attaccata, ma le cose si complicano quando si scopre che chi aveva attentato alla vita del sosia e poi dello stesso Principe è Joelle Taylor, Agente della CIA fintasi morta con l'aiuto di Callen, Sam e Nell per proteggere la sua famiglia da un "Sindacato" di ex membri corrotti della sua stessa Agenzia, gli stessi che l'avevano rapita nella nona stagione. Malgrado i ragazzi abbiano ancora dubbi, lei li aiuterà a identificare l'assassino. Per questo caso, Callen si trova a dover lavorare accanto all'Agente Brian Bush del Dipartimento di Stato, lo stesso che aveva fatto prelevare suo padre per scambiarlo con due fotografi freelance sempre nella nona. Callen accompagna Joelle davanti a casa sua, ma lei non ha il coraggio di entrare e rivelare alla sua famiglia che è viva.
- Guest star: Elizabeth Bogush (Joelle Taylor), Drew Waters (Agente DSS Brian Bush), Ritesh Rajan (Vice Principe ereditario Kamal), Britt Rentschler (Sarah Lombard), Kiralee Hayashi (Sposa), Greg Audino (Sposo).
- Ascolti USA: 7 630 000 telespettatori[5]
- Ascolti Italia: 1 298 000 telespettatori – share 5,40%[6]

## La lista nera
- Titolo originale: Hit List
- Diretto da: Eric Pot
- Scritto da: R. Scott Gemmill

### Trama
I componenti della squadra scoprono da Sabatino di essere diventati bersagli di un cartello a seguito della missione in Messico, insieme a Mosley e a suo figlio, sulle cui teste è stata messa una taglia di 1 milione di dollari; a Los Angeles arrivano il vice direttore Louis Ochoa e il Procuratore Speciale John Rogers, il quale è deciso a raccogliere tutte le informazioni sull'operazione non autorizzata in Messico e interroga la Mosley, rientrata da Washington. Quest'ultima viene messa in congedo forzato e, dato che Hetty sembra scomparsa, Ochoa affida a Callen il comando della squadra; sul finale proprio lui riceve una telefonata da un numero sconosciuto con cui una voce distorta (che Callen capisce essere di Hetty) gli dice di stare bene e gli raccomanda cautela.
- Guest star: Gerald McRaney (Ammiraglio della marina in pensione Hollace Kilbride), Esai Morales (Vicedirettore dell’NCIS Louis Ochoa), Erik Palladino (Ufficiale della CIA Vostanik Sabatino), Jeff Kober (Harris Keane), Peter Jacobson (John Rogers), Sheila Cutchlow (Patricia Lexington), Diana Lu (Madee), Saul Huezo (P / A), Aiden Berryman (Derrick), Peggy Lu (Nin), J ‘ Antonio Baguez (Hector Leyva), Mark Dippolito (Lonny McKay), Catherine Curry (Kid), Olga Aguilar (Tata).
- Ascolti USA: 8 350 000 telespettatori[7]
- Ascolti Italia: 1 052 000 telespettatori – share 4,19% ;[8]

## Tiffany
- Titolo originale: Pro Se
- Diretto da: Benny Boom
- Scritto da: Jordana Lewis Jaffe

### Trama
Dopo che un'informatrice dell'NCIS (Tiffany Williams, la ex prostituta aiutata da Deeks) viene arrestata con false accuse, la squadra lavora per scagionarla, risolvendo il caso al quale l'informatrice stava collaborando. Deeks si rivolge alla Detective Whiting degli Affari Interni, mentre Anna, sospesa dall'ATF, è in attesa di giudizio per l'omicidio di Sokolov.
- Guest star: Bar Paly (Agentr ATF Anastasia “Anna” Kolcheck), Karina Logue (LAPD Detective Ellen Whiting) Paulina Olszynski (Tiffany Williams), Dendrie Taylor (Elizabeth Williams), Monique Gabriela Curnen (Sofia Lopez), Alex Ross (Joel Simoni), Kathleen Gati (Giudice Jessica Lee), Dar Dixon (Phillip Robbins), Katie Malia (Cassidy), Chuck Ashworth (Ufficiale LAPD).
- Ascolti USA: 7 190 000 telespettatori[9]
- Ascolti Italia: 1 228 000 telespettatori – share 5,35%;[10]

## Uno contro l'altro
- Titolo originale: Asesinos
- Diretto da: Terrence O'Hara
- Scritto da: R. Scott Gemmill

### Trama
La squadra entra in azione quando la Mosley viene sospettata di aver ucciso un sicario del cartello; dovranno prenderla prima che oltrepassi il confine e senza che il Procuratore Speciale Rogers ne venga a conoscenza. Scoprono che il Vicedirettore ha venduto i loro nomi alla leader di un cartello rivale e vuole mettere le due organizzazioni una contro l'altra in modo da salvare la sua vita e quella del figlio; dopo uno scontro a fuoco, Callen decide di lasciarla fuggire. Nel frattempo, Ochoa avverte Kensi che Rogers potrebbe usare la relazione tra lei e Deeks contro di loro e alla fine ogni membro della squadra rilascia deposizioni dettagliate ed esaustive sulla missione in Messico, grazie alle quali vengono tutti scagionati, compresa Hetty che ha fatto perdere le proprie tracce.
- Guest star: Max Martini (Arlo Turk), Esai Morales (Vicedirettore dell’NCIS Louis Ochoa), Peter Jacobson (Procuratore speciale John Rogers), Rey Valentin (Eddie), Sofía Lama (Ella Juanega), Max Decker (Abel), Link Ruiz (Bag Man), Sun Park (Mee), Brittini London (Barista).
- Ascolti USA: 7 040 000 telespettatori[11]
- Ascolti Italia: 1 252 000 telespettatori – share 5,24% ;[12]

## Uno di noi
- Titolo originale: One of us
- Diretto da: Dennis Smith
- Scritto da: Kyle Harimoto

### Trama
Indagando sull'omicidio di un uomo trovato morto nell'oceano davanti alla casa vacanze che aveva affittato a Malibu, che si rivela commesso da un killer professionista, la squadra conosce Lance Hamilton, agente del Dipartimento di Giustizia con un passato nei Marines e nella SWAT dell'FBI, il quale ritiene questa morte collegata a quelle di tre spacciatori. L'assassino si rivela essere un ex Ranger dell'Esercito che agisce per via della morte del figlio durante una sparatoria in casa del vicino anch'egli spacciatore. Kensi ha deciso di acquistare l'abito da sposa da un'associazione che lotta contro il cancro al seno, per poi restituirlo in modo che possa essere indossato da un'altra sposa. Callen e Arkady assistono all'udienza di Anna, in cui la giudice la condanna a sette anni di carcere per la morte di Sokolov, con possibilità di condizionale dopo i primi tre.
- Guest star: Bar Paly (Agente ATF Anastasia “Anna” Kolcheck), Esai Morales (Vice Direttore dell’NCIS Louis Ochoa), Vyto Ruginis (Arkady Kolcheck), Bill Goldberg (Lance Hamilton), Sara Visser (Karen St. Pierre), Elizabeth Anweis (Casey Aquilar), Claudio Pinto (Jerry Fuentes), Nick Rhys (Rick Dotson), Adrian Anchondo (Daniel Aquilar), Samantha Cope (Alessandra), Isaac Cheung (Alan Chen), René Ashton (Giudice), Erik Soderbergh (Liam).
- Ascolti USA: 6 850 000 telespettatori[13]
- Ascolti Italia: 1 303 000 telespettatori – share5,68%[14]

## Sul filo
- Titolo originale: The Patton Project
- Diretto da: Ruba Nadda
- Scritto da: Frank Military

### Trama
Il Vice Direttore Ochoa dà la disponibilità della squadra dell'NCIS affinché sia ingaggiata da Tobin Shaked (ex Mossad, conosciuto precedentemente) per contribuire, insieme ad Arlo Turk, a un'operazione sotto copertura legata a un gruppo terroristico di estrema destra (il "Patton Project", stag 9 epis 7 "Minaccia nucleare") sostenitore dell'uso eccessivo della violenza nei confronti dei musulmani. Nel momento in cui scoprono che Shaked è responsabile di due decine di omicidi in Medio Oriente ed è specializzato in torture, i ragazzi si tirano indietro ritenendo di non essere in grado di fare ciò che è stato loro ordinato perché significherebbe andare contro la loro morale, ma Ochoa fa capire loro che dalla missione in Messico si sono guadagnati il diritto di "camminare sul filo", nella "zona grigia". Alla fine riescono a evitare che una ragazza ("plagiata" dall'uomo che stavano cercando) faccia esplodere un aereo uccidendo se stessa, suo figlio e molte altre persone. Kensi e Deeks, intanto, sono alle prese con la sistemazione degli invitati ai tavoli del ricevimento nuziale.
- Guest star: Max Martini (Agente NCIS Arlo Turk), Esai Morales (vicedirettore dell’NCIS Louis Ochoa), TJ Ramini (Tobin Shaked), Michael Cram (ex colonnello dell’Esercito in pensione Trevor Lawford), Laura Coover (alleata), Kate Lacey-Kiley (esaminatrice medica Amy Shuler), Mary-Bonner Baker (Amanda Kelby), Joni Bovill (Agente TSA), Dalila Ali Rajah (Agente TSA annoiata), Janet Song (Agente TSA femmina).
- Ascolti USA: 7 220 000 telespettatori[15]
- Ascolti Italia: 1 179 000 telespettatori – share 5,16%;[16]

## Vicini e lontani
- Titolo originale: A Diamond in the Rough
- Diretto da: James Hanlon
- Scritto da: Chad Mazero

### Trama
Durante le indagini su una sparatoria con rapina avvenuta in casa di un Capitano della Marina, mentre era a pranzo con un Generale pakistano, la squadra deve affrontare uno scandalo politico, visto che si scopre che il generale era in possesso di informazioni riservate su campi talebani. Kensi e Deeks sono alla ricerca di qualcuno da assumere per il loro bar ed effettuano dei colloqui, ma si rendono conto di avere aspettative troppo alte; Roberta, la madre di Deeks, arriva in loro soccorso offrendosi volontaria. Eric e Nell discutono sull'arredamento di casa, però poi concordano sul fatto che prima di comprare oggetti è meglio cercare un posto tutto per loro.
- Guest star: Pamela Reed (Roberta Deeks), Esai Morales (Vicedirettore dell’NCIS Louis Ochoa), Ravi Kapoor (Generale Omer Abidi), Meera Simhan (Sahar Abidi), Michelle Clunie (Luanne Hadlow), Michael Kostroff (Robert Fenton), Annalisa Cochrane (Emily Conway), Ajay Mehta (Ibrahim Alvi), Christopher Goodman (Capitano della Marina Dean Hadlow), Casey King (Lucas Walker), Sharmita Bhattacharya (Rebecca Sadat), Joe Spellman (Billy Friedman), Shaun T. Benjamin (Al), Jay Pichardo (Cooper), Carin Chea (Valerie), Garrett Westton (Zak).
- Ascolti USA: 7 200 000 telespettatori[17]
- Ascolti Italia: 1 129 000 telespettatori – share 4,91%;[18]

## Il colpo
- Titolo originale: Heist
- Diretto da: Yangzom Brauen
- Scritto da: Jordana Lewis Jaffe

### Trama
Durante una rapina in banca è stata rubata una cassetta di sicurezza di proprietà di una collaboratrice della Marina, Veronica Stephens, e la squadra indaga su di lei per scoprirne il contenuto. La Stephens, inizialmente sospettata di vendere segreti all'Iran, ammette poi di essere un'Agente della CIA. Nel frattempo, il Procuratore Speciale Rogers torna a sorpresa a Los Angeles per supervisionare l'ufficio dei Progetti Speciali e valutare il rendimento dei suoi membri. Deeks deve scegliere un nome per il bar (in cui sono finiti i lavori di ristrutturazione). Successivamente l'uomo fa un brindisi inaugurale insieme a Kensi, Sam, Callen e Nell.
- Guest star: Peter Jacobson (Procuratore Speciale John Rogers), Dina Meyer (Veronica Stephens), MacCallister Byrd (Greg Papastathis), Lisa Kaminir (Andrea Nelson), Tina Masafret (Clare), Nawal Bengholam (Nour Abar), Roz Witt (Gertrude), Tony Van Halle (Lincoln # 1), Kayvon Esmaili (Lincoln # 3).
- Ascolti USA: 7 500 000 telespettatori[19]
- Ascolti Italia: 1 337 000 telespettatori - share 5,71%;[20]

## Natale con i tuoi
- Titolo originale: Joyride
- Diretto da: Tawnia McKiernan
- Scritto da: Erin Broadhurst

### Trama
Siamo nel periodo natalizio, ma Rogers ha bandito le decorazioni dal centro operativo. L'Agente Speciale dell'NCIS Nicole DeChamps arriva da San Diego per chiedere l'aiuto della squadra nella ricerca di un riservista della Marina con un passato di disturbo post-traumatico da stress, scomparso in seguito a una rissa in stato di ubriachezza. Callen viene informato che Anna si trova in ospedale dopo essere stata aggredita da altre detenute del carcere statale di Alton, dov'era stata trasferita per l'omicidio di Sokolov, e va a trovarla; qui incontra Arkady, ancora arrabbiato con lui perché crede sia sua la colpa dell'incarcerazione della figlia (in realtà, davanti alla Commissione dell'ATF, Callen aveva fatto esattamente ciò che Anna gli aveva chiesto, ovvero dire la verità), ma dopo aver parlato sembra che i due si riappacifichino. Kensi e Deeks organizzano una piccola festa di Natale per i colleghi dell'ufficio nel bar, ricordando Hidoko e Granger e rivolgendo un pensiero a Hetty, dovunque lei sia.
- Guest star: Vyto Ruginis (Arkady Kolcheck), Bar Paly (Agente ATF Anastasia “Anna” Kolcheck), Marsha Thomason (Agente Speciale NCIS Nicole DeChamps), Peter Jacobson (Procuratore Speciale John Rogers), Reiley McClendon (Sergente dei Marine Brad Hawkins), Michael Galante (Sergente Maggiore dei Marine Ernie Garza), Sarah-Nicole Robles (Maia), Rich Hutchman (Alvin) Hira Ambrosino (Chirurgo Ortopedico Dr. Evans), Albert Kong (Maze Cooper), Kate Mines (Vicki), Nazo Bravo (Joe Jirani), Janora McDuffie (Infermiera Natasha), Dustin Green (Ragazzo perso), Skyler Davenport (Dolce Donna).
- Ascolti USA: 7 210 000 telespettatori[21]
- Ascolti Italia: 1.273.000 telespettatori – share 5,58%;[20]

## Vertigini
- Titolo originale: The Sound of Silence
- Diretto da: Terence Nightingall
- Scritto da: Joe Sachs

### Trama
La squadra indaga su un sospetto attentato a micro-onde dopo che il Comandante della logistica di una base navale perde i sensi sul lavoro. Deeks e Kensi sono alla ricerca della meta perfetta per il loro viaggio di nozze: la scelta alla fine ricade sul Sud America, in particolare il Perù, dove si occuperanno di volontariato in un villaggio, costruendo case e sistemi di irrigazione e insegnando l'inglese.
- Guest star: Pamela Reed (Roberta Deeks), Doug Tompos (Sottufficiale Capo della Marina Walter Purdue), Roxana Brusso (Comandante della Marina Valerie Torres), Hector Hugo (Emilio Torres), Sara Homayoon (Ashti Lajani), Jolene Kim (Tenente della Marina Cynthia Zhang), Phillip Smithey (Jerome Bailey), Stephanie Hodge (Tangerine), Duncan Campbell (Agente NCIS Castor), Albert Kong (Maze Cooper), Kate Mines (Vicki), Nazo Bravo (Joe Jirani), Janora McDuffie (Infermiera Natasha), Dustin Green (Ragazzo perso), Skyler Davenport (Dolce Donna).
- Ascolti USA: 7 590 000 telespettatori[22]
- Ascolti Italia: 1 013 000 telespettatori – share 4,79%;[23]

## Anime buone
- Titolo originale: Better Angels
- Diretto da: Diana C. Valentine
- Scritto da: Frank Military

### Trama
Dopo che un operatore umanitario, David Sarraf, testimone di un attacco chimico in Siria da parte del Presidente Assad, viene intrappolato contro un muro da un SUV, la squadra, insieme ad Alex Elmslie del Tribunale Penale Internazionale, va alla ricerca della chiavetta USB che contiene le prove dell'attacco e sulla sua strada incontra nuovamente Turk. Kensi rimane con l'uomo, che sta morendo a causa delle ferite riportate dall'investimento, per cercare di confortarlo e metterlo in contatto con la moglie in Siria. Deeks prova a recitare le promesse di matrimonio davanti a Eric, ma i suggerimenti di quest'ultimo non corrispondono esattamente alle sue idee.
- Guest star: Pamela Reed (Roberta Deeks), Doug Tompos (Sottufficiale Capo della Marina Walter Purdue), Max Martini (Agente speciale NCIS Arlo Turk), Douglas Weston (Alex Elmslie), Eyas Younis (David Sarraf), Ben Maccabee (Generale siriano Joram Nasar), Sundra Oakley (Agente DSS Anna Iloka), Deep Rai (Zahid), Jennifer Cortese (Medico).
- Ascolti USA: 8 310 000 telespettatori[24]
- Ascolti Italia: 1 190 000 telespettatori - share 5,51%;[25]

## Fumo negli occhi: Parte 1
- Titolo originale: Smokescreen: Part I
- Diretto da: Dennis Smith
- Scritto da: Andrew Bartels

### Trama
La squadra collabora con l'FBI per localizzare una cellula terroristica dell'Esercito Mashrek sospettata di preparare un attacco a Los Angeles dopo che due Agenti muoiono in una sparatoria mentre stavano trasportando un terrorista che doveva essere interrogato. Ad assistere i ragazzi il vicedirettore Ochoa chiama l'Agente Speciale dell'NCIS Fatima Namazi, specializzata in materia e con un passato nei Servizi Segreti della Marina. Callen e Sam capiscono che il bersaglio dei terroristi è un teatro in centro, ma dopo essere entrati si accorgono che le uscite sono bloccate da C4, perciò avvertono Kensi e Deeks di restare all'esterno; subito dopo avvengono due esplosioni che fanno temere il peggio.
- Guest star: Esai Morales (Vicedirettore dell’NCIS Louis Ochoa), Kerr Smith (Agente Speciale dell’FBI David Ross), Medalion Rahimi (Agente Speciale NCIS Fatima Namazi), Délé Ogundiran (Janet), Rima Haddad (Rana Azim), Stephen Chang (Agente Speciale dell’FBI Yim), Stacie Greenwell (Sonya Morales), Julie Zhan (Annie), Toby Meuli (Dan), Amir Kamali (Abbas Jalal), Danny Boushebel (Wasim Ghulam), Austin Bowerman (Agente Speciale dell’FBI Nelson), Raz Adoti (Uomo Mascherato), Reece Rios (sig. Ryland), Gillian White (Istruttore), Bianca Lopez (Paramedico).
- Ascolti USA: 6 750 000 telespettatori[26]
- Ascolti Italia: 1 072 000 telespettatori – share 4,55%;[27]

## Fumo negli occhi: Parte 2
- Titolo originale: Smokescreen: Part II
- Diretto da: Sherwin Shilati
- Scritto da: Matt Klafter e Kyle Harimoto

### Trama
In seguito all'attentato nel teatro in centro, Callen e Sam sono intrappolati all'interno e si occupano al loro meglio dei feriti, mentre fuori gli Artificieri riescono a sbloccare le porte dal C4 in modo che le persone possano uscire e ricevere le cure; purtroppo però alcune non ce la fanno. Le indagini continuano e portano alla scoperta che l'attacco era solo una falsa pista: in realtà l'obiettivo dei terroristi era un trafficante d'armi e si scopre che l'Agente Speciale Ross dell'FBI era corrotto. Ochoa incontra nel suo ufficio la Sottosegretaria della Marina, la quale vuole sapere da lui se la squadra deve essere sciolta; egli la prega di non farlo perché ha ormai capito che loro possono lavorare anche senza Hetty (ancora scomparsa) e senza di lui, che deve tornare a Washington poiché sua figlia Marianne è dipendente dalla droga. Nell conforta Fatima, che si incolpa per non essersi accorta subito del piano della cellula terroristica e delle reali intenzioni dell'Agente Ross, dicendole che ha fatto un lavoro eccellente. Nel finale vengono mostrati Sam, Callen, Kensi e Deeks che si uniscono ai sopravvissuti davanti al teatro per partecipare a una veglia in ricordo delle vittime dell'attentato.
- Guest star: Esai Morales (Vicedirettore del NCIS Louis Ochoa), Kerr Smith (Agente Speciale dell'FBI David Ross), Medalion Rahimi (Agente Speciale del NCIS Fatima Namazi), Mimi Rogers (Sottosegretario della Marina Felice Waterson), Danny Boushebel (Wasim Ghulam), Raz Adoti (Dingane Naidoo), Stacie Greenwell (Sonya Morales), Julie Zhan (Annie), Andrew Kwong (Elias), Carson Pak (Eddie), Dominic Daniel (Moswen Basson), Toby Meuli (Dan), Reece Rios (sig. Ryland).
- Ascolti USA: 6 740 000 telespettatori[28]
- Ascolti Italia: 1 092 000 telespettatori – share 4,43%[29]

## Scomode verità
- Titolo originale: Into the Breach
- Diretto da: James Hanlon
- Scritto da: Lee A. Carlisle

### Trama
Kensi e Deeks lavorano alle ultime voci della loro lista di cose da fare per il matrimonio; la squadra, con l'Agente NCIS Nicole DeChamps in coppia con Kensi (Fatima ha infatti completato l'addestramento presso il FLETC ed è stata mandata presso l'Ufficio di San Diego, sebbene non ancora assegnata ufficialmente), indaga su un incidente d'auto in cui è morta una giornalista, e le indagini si concentrano in particolare sul suo ultimo articolo, che parla di un Sergente dei Marines e di un'operazione militare fallita. Il bar di Deeks è oggetto di un'ispezione sanitaria.
- Guest star: Peter Jacobson (Procuratore Speciale John Rogers), Marsha Thomason (Agente Speciale NCIS Nicole DeChamps), Pamela Reed (Roberta Deeks), Cedric Sanders (Sergente dei Marine in pensione Odell Ikande), Colby French (Phillip Beckett), Victoria Platt (Hannah Nessbaum), Matty Cardarople (Danny), Sterling Jones (Maggiore dei Marine Jonathon Perkins), Dominic Pace (Hargrove), Derek Chariton (Kirby), Alexandra El Kahwagi (Ruya Ghanem), Thomas Crawford (Jeffrey Kelly).
- Ascolti USA: 6 970 000 telespettatori[30]
- Ascolti Italia: 1 067 000 telespettatori – share 4,25%[31]

## Finché morte non ci separi
- Titolo originale: Till Death Do Us Part
- Diretto da: Tony Wharmby
- Scritto da: R. Scott Gemmill

### Trama
La squadra si prepara a celebrare il tanto atteso matrimonio di Kensi e Deeks, ma sorgono dei problemi visto l'inaspettato arrivo di Anatoli Kirkin, che rischia di turbare il lieto evento. Poco prima dell'alba, Deeks si presenta sulla barca di Sam (rischiando di farsi sparare) in preda al panico. Infatti si convince di aver in qualche modo "ingannato" Kensi per farla innamorare di lui e che lei meriti qualcuno di meglio, ma Sam e Callen lo rassicurano dicendogli che, se lui non fosse stato quello giusto, non gli avrebbero mai permesso di avvicinarsi alla loro amica. Il misterioso contenuto della scatola (che Kensi aveva dato a Deeks nella quarta stagione affermando che conteneva qualcosa che lui aveva sempre desiderato) viene rivelato e appaiono anche le migliori amiche della sposa (Kat, Mindy, Mandy, Tiffany e Tiffany), oltre alla madre Julia Feldman, al Procuratore Speciale Rogers e all'Agente Fatima Namazi (assegnata, non ancora ufficialmente, all'Ufficio di San Diego dopo aver completato l'addestramento presso il FLETC). Hetty fa il suo ritorno in grande stile e celebra la cerimonia; Kensi e Deeks finalmente si sposano in una splendida location affacciata sull'oceano.
- Note. A un certo punto dell'episodio, Kensi si strappa la gonna dell'abito da sposa per poter lottare più agilmente, rendendola più corta (questa è stata una specifica richiesta dell'attrice, che desiderava poter avere la possibilità di lottare in abito da sposa e ha trovato un'immagine di quello più adatto da sottoporre al reparto costumi, (anche se in realtà dopo essersi strappata la gonna dell’abito, sferra solamente un calcio alla schiena)). Inoltre, nella scena in cui Deeks sta aprendo la "scatola", vengono fuori dei serpenti di gelatina (questo è stato uno scherzo fatto dai produttori all'insaputa dell'attore, che ha avuto una reazione spontanea di sorpresa poi tenuta nel montaggio finale).[senza fonte]
- Guest star: Peter Jacobson (Procuratore Speciale John Rogers), Medalion Rahimi (Agente Speciale NCIS Fatima Namazi), Pamela Reed (Roberta Deeks), Ravil Isyanov (Anatoli Kirkin), Laura Harring (Julia Feldman), John Harlan Kim (Operatore Tecnico Fang Kong Li), David Shatraw (Sherman "The Suit" Bernstein), Alyshia Ochse (Mandy), Kristen Henry King (Mindy), Erin Alexis (Kat), Evan Judson (Abagor), Louie Liberti (Paulie "Pliers" Baroni), Owen Saxon (Tony).
- Ascolti USA: 8 470 000 telespettatori[32]
- Ascolti Italia: 1 208 000 telespettatori – share 4,88%[33]

## Il fuggitivo
- Titolo originale: Born To Run
- Diretto da: Lily Mariye
- Scritto da: Jordana Lewis Jaffe

### Trama
Sydney, sorella maggiore di Nell, si rivolge a quest'ultima per aiutare Andre Martinez, un loro ex compagno di liceo, ricercato per un complotto russo e per il furto di un hard disk contenente informazioni top secret dal Dipartimento della Difesa. Inoltre, il Procuratore Speciale John Rogers conduce valutazioni obbligatorie per revisionare le prestazioni del team, mentre Kensi e Deeks tornano dalla luna di miele a Malibu. Alla fine dell'episodio, i ragazzi al bar accolgono ufficialmente Rogers come uno di loro.
- Guest star: Peter Jacobson (Procuratore Speciale John Rogers), Ashley Rae Spillers (Sydney Jones), Kimiko Gelman (Comandante di flotta Cindy Kang), Delon de Metz (Andre Martinez), Carolyn Hennesy (Bunny), Wayne Federman (Eli), Georgia Leva (Hayley), Carlos Ciurlizza (Operaio #1), Alastair Bayardo (Operaio#2), Ally Iseman (Cavallerizza).
- Ascolti USA: 11 880 000 telespettatori[34]
- Ascolti Italia: 1 170 000 telespettatori - share 4,68%[35]

## Legami difficili
- Titolo originale:  Searching
- Diretto da: Terrence O'Hara
- Scritto da: Adam George Key e Kyle Harimoto

### Trama
L'episodio inizia in medias res, con i membri della squadra che insieme all'Agente Speciale del CID dell'esercito Steve Evans fronteggiano dei criminali per recuperare due hard disk contenenti informazioni su aerei spia. Dopo averli recuperati, si prendono la giornata libera: Callen, ferito in modo lieve durante la sparatoria, accetta di badare a suo nipote Jake per rafforzare il loro legame quando Alexandra deve andare fuori città; Kensi e Deeks discutono sulla gestione del bar; Eric e Nell volano a San Francisco perché lui è stato contattato per un colloquio da una prestigiosa società informatica, e poco prima di partire Nell gli confida che a sua madre è stata diagnosticata un'infezione al cuore e che l'intera famiglia sta pensando di trasferirsi lì affinché la madre possa essere sottoposta a cure migliori presso una clinica specializzata. Lance Hamilton, del Dipartimento di Giustizia, torna a Los Angeles chiedendo assistenza a Sam e a Fatima per rintracciare un boss della droga texano che ha rapito la moglie di un ex ufficiale tattico di pattuglia alla frontiera degli Stati Uniti per vendicarsi di quest'ultimo, responsabile dell'uccisione del figlio del boss. La serata di raccolta fondi a favore della baia organizzata da Kensi e Deeks nel bar rischia di essere annullata a causa di un cortocircuito, ma Jake salva la situazione riattivando la corrente saltata e dando alla coppia una "lezione" sulla gestione dei conflitti. Alla fine dell'episodio, tutti si riuniscono nel locale e, mentre Hamilton rinnova a Sam l'offerta di lavorare con lui su casi più stimolanti, Callen dice ad Alex che ha intenzione di far parte della vita sua e del figlio malgrado sappia che tale diritto dovrà guadagnarselo.
- Guest star: Bill Goldberg (Agente DOJ Lance Hamilton), India De Beaufort (Alexandra Reynolds), Medalion Rahimi (Agente Speciale NCIS Fatima Namazi), Antwon Tanner (Avron Berry), Shane McMahon (Steve Evans), Makai Dudeck (Jake Reynolds), Wilson Ramirez (Ignacio Rodriquez), Nikki McCauley (Cristina Wallace), Taymour Ghazi (James Wallace), Shiloh Nelson (Amanda Wallace), Darone Okolie (Tre Houston), Charles Kim (Myeong).
- Ascolti USA: 7 500 000 telespettatori[36]
- Ascolti Italia: 1 104 000 telespettatori - share 4,57%[37]

## Punti deboli
- Titolo originale: Choke Point
- Diretto da: James Whitmore Jr.
- Scritto da: Joe Sachs e R. Scott Gemmill

### Trama
Un Navy Seal finisce in ospedale dopo che il SUV su cui si trova a effettuare un trasporto di contanti verso Sacramento per conto di un'azienda di cannabis da cui era stato assunto come guardia di sicurezza viene assalito e l'autista scompare. Le indagini del team conducono a un accumulatore compulsivo e alla scoperta che la rapina al SUV serviva per l'acquisto di un arsenale: un gruppo di nazionalisti bianchi, infatti, sta preparando un attacco di stampo razzista a una manifestazione pro migranti; il tempestivo intervento della squadra, tuttavia, riesce a fermarli. Sam, fin dall'inizio, prende questo caso sul personale, essendo stato nei Seal. Nell si sfoga con Hetty riguardo alle condizioni della madre, a cui è stato impiantato un triplo bypass, ed Hetty la informa che vuole conoscerla e parlarle per convincerla a sottoporsi alle cure e che perciò ha prenotato un volo per San Francisco solo per sé e per la giovane analista, ricevendo la gratitudine di quest'ultima.
- Guest star: Sabrina Revelle (Laura Garcia), Aliah Seavey (Kelly James), Medalion Rahimi (Agente Speciale NCIS Fatima Namazi), Tommy Badger Brown (Jason Reed), Justin Paul (Brian Booker), Nicholas Hayner (Sottufficiale dei Navy Seal Alonzo Garcia), David Chan (Infermiera Steven Hong), Steve Fisher (Edward Morrison), Noelle Messier (Guardia di Sicurezza), Julianna Gamiz (Elena Garcia).
- Ascolti USA: 6 790 000 telespettatori[38]
- Ascolti Italia: 994 000 telespettatori - share 3,92%[39]

## Niente è come sembra
- Titolo originale: The One That Got Away
- Diretto da: Eric A. Pot
- Scritto da: Andrew Bartels e Erin Broadhurst

### Trama
Anna Kolcheck, ex agente dell'ATF ed ex fidanzata di Callen, evade dalla prigione femminile di Alton, dove era rinchiusa per l'omicidio del trafficante d'armi Abram Sokolov, insieme alla sua compagna di cella Kate Miller, che poi si scoprirà essere una spia russa. Callen e il team dell' NCIS affiancano gli U.S. Marshals nella ricerca delle fuggitive per tentare di fermarle prima che lascino gli Stati Uniti: sembra infatti che siano dirette in Russia. Durante la ricerca essi devono anche fare i conti con Arkady, preoccupato per l'incolumità della figlia. Alla fine dell'episodio, Eric e Nell informano i ragazzi che Katie Miller, alias Katia, è una collaboratrice di Pavel Volkoff, capo dei Servizi Segreti Russi e nemico in particolare di Callen e suo padre; l'agente capisce che Anna è fuggita dal carcere per provare a trovare Nikita.
- Guest star: Peter Jacobson (Procuratore Speciale John Rogers), Vyto Ruginis (Arkady Kolcheck), Bar Paly (Anastasia "Anna" Kolcheck), Eve Harlow (Katie Miller), Denise Crosby (Agente operativo degli US Marshal Tisha Long), Michael McShane (Warden John Newton), Ted King (Phil Carmona), Dave Florek (Frazier), Rudy Dobrev (Sergey), Matty Castano (U.S. Marshal Will Reyes), Gregory James Cohan (Guardia della prigione Alvin Bell), Abraham Luna (Sceriffo), Sara Donchey (Giornalista ZNN Sarita Diaz), David S. Lee (Pavel Volkoff).
- Ascolti USA: 5 660 000 telespettatori[40]
- Ascolti Italia: 1 036 000 telespettatori - share 4,19%[41]

## Niente più segreti
- Titolo originale: No More Secrets
- Diretto da: Yangzom Brauen
- Scritto da: Andrew Bartels e Erin Broadhurst

### Trama
Nella seconda parte dell'episodio, il team NCIS si reca a Cuba in una missione non autorizzata dopo aver scoperto, grazie alle informazioni inviate da Anna Kolcheck all'agente della CIA Joelle Taylor, che Volkoff e Nikita sono sull'isola. Il contatto locale di Joelle li tradisce e quest'ultima viene rapita insieme a Callen da Volkoff e dai suoi uomini che li portano in un bunker sotterraneo ad un'ora da La Havana dove Callen ritrova il padre. Mentre Sam, Kensi e Deeks cercano di localizzarli, Volkoff prima fa credere a Callen che Anna e Joelle siano morte, poi lo tortura per fare in modo che Nikita accetti di interrogare un uomo per lui; egli accetta e Callen viene a sapere che l'uomo si chiama Darius Reznikov, ma che in precedenza aveva un altro cognome: Comescu (è infatti l'ultimo membro rimasto della famiglia rivale di quella di Callen, con la quale era in corso una faida e che è responsabile della morte di sua madre; Nikita uccise i genitori ignorando che in casa c'era un bambino, e per il rimorso decise di tenere con sé Darius, allevandolo come un figlio, quindi quest'ultimo è in un certo senso "fratellastro" di Callen). Tutti e tre riescono a liberarsi, ma Volkoff spara a Nikita; intanto il resto della squadra entra nel bunker e ne segue uno scontro a fuoco con i russi, durante il quale Volkoff aziona un timer per far fuoriuscire cloro gassoso dal condotto di aerazione. Callen, suo padre, Sam, Kensi, Deeks, Anna e Joelle escono appena in tempo per prendere l'elicottero mandato dall'Ammiraglio Killbride contattato da Hetty, ma Anna dice a Callen che resterà a Cuba perché non può rientrare negli USA senza essere arrestata e Joelle afferma che le starà accanto per assicurarsi che riceva le cure. Di nuovo a Los Angeles, Nikita è in ospedale e ringrazia Hetty per aver protetto Darius, poi chiede al figlio di accompagnarlo sulla tomba dell'altra figlia Amy, consapevole che gli resta poco da vivere; la scena successiva fa capire che è morto a causa di un'infezione ai polmoni che era peggiorata e che Callen lo ha sepolto accanto ad Amy. L'episodio finisce mostrando che a Cuba Volkoff è morto per aver respirato il cloro all'interno del bunker, mentre invece Darius è riuscito a scappare ed è sopravvissuto.
- Guest star: Peter Jacobson (Procuratore Speciale John Rogers), Daniel J. Travanti (Nikita Aleksandr Reznikov), Bar Paly (Anastasia "Anna" Kolcheck), Elizabeth Bogush (Joelle Taylor), David S. Lee (Pavel Volkoff), Oscar Nunez (Lionel Fernandez), Gene Farber (Darius Reznikov).
- Ascolti USA: 4 950 000 telespettatori[42]
- Ascolti Italia: 939 000 telespettatori - share 4,03%[41]

## Il guardiano
- Titolo originale: The Guardian
- Diretto da: John P. Kousakis
- Scritto da: R.Scott Gemmill

### Trama
Callen torna in ufficio dopo gli eventi dell'episodio precedente e decide di indagare sulla morte del Sergente Scelto Ellie Sims, crittografa della Marina con un passato nella DEA e nella Guardia Nazionale. Lui e Sam parlano con l'Agente Talia Del Campo che dà loro informazioni sul lavoro svolto dal Sergente in Afghanistan, mentre Kensi e Deeks si recano dal suo Supervisore, Michael Baird, il quale però muore nell'esplosione del suo capanno, apparentemente innescata da lui stesso. Esaminando il portatile di Baird, Eric trova un videogioco attraverso cui risale ad un simpatizzante dell'ISIS che vuole lanciare un attacco missilistico sulla USS Allegiance, portaerei situata nel Golfo Persico. La squadra capisce che ci sono delle talpe all'interno delle Forze Armate americane, quindi Callen e Sam "si trasferiscono" sulla portaerei per aiutare il Capitano della Marina Harmon "Harm" Rabb a scovarle; Kensi e Deeks cercano di rintracciare Olivia Baird, la moglie di Michael, che credono sia a conoscenza del piano dell'ISIS. Nell riceve da Sydney la notizia che la madre ha avuto delle complicazioni ed Eric la convince a partire per San Francisco. Sulla USS Allegiance, il Capitano Rabb informa Callen e Sam che l'Agente Speciale NCIS a bordo Brian Lee è disperso.
- Guest star: David James Elliott (Capitano della marina Harmon "Harm" Rabb Jr.), Mercedes Mason (Agente DEA Talia Del Campo), Sprague Grayden (Olivia Baird), Michael Roark (Michael Baird), Rene Moran (Calvin Sims), Nadine Ellis (Tenente comandante della marina Quinn), Elena Tovar (U.S. Guardia forestale Vanessa Aguilar), Carl Chao (Agente Speciale NCIS Brian Lee).
- Ascolti USA: 5 980 000 telespettatori[43]
- Ascolti Italia: 1 133 000 telespettatori - share 4,65%;[44]

## Sotto falsa bandiera
- Titolo originale: False Flag
- Diretto da: Dennis Smith
- Scritto da: Frank Military

### Trama
Sulla USS Allegiance, il corpo dell'Agente NCIS Brian Lee viene ripescato e l'equipaggio viene informato del fatto che è stato pugnalato. Callen e Sam individuano insieme al Capitano della Marina Harmon "Harm" Rabb un gruppo di spie cecene, simpatizzanti ISIS, a bordo. Hetty ordina a Eric di raggiungere Nell a San Francisco per starle accanto ora che la madre è peggiorata, chiamando l'Agente Speciale Jasmine Garcia a prendere il suo posto in Sala Operativa; inoltre, chiede aiuto al Tenente Colonnello Sarah "Mac" Mackenzie (che svolge una funzione di collegamento tra la Marina e il Dipartimento di Stato) per ottenere informazioni da un diplomatico russo che aveva contatti con Olivia Baird su un'operazione russa di spionaggio non riuscita. Kensi e Deeks vengono inviati in Iraq insieme al Sottufficiale dei Navy Seal Frank Wallace per incontrare l'Agente della CIA Sabatino, che si trova lì per rintracciare due persone che potrebbero fornire indizi per fermare un potenziale conflitto tra Iraq, Israele e Arabia Saudita.
- Guest star: David James Elliott (Capitano della marina Harmon "Harm" Rabb Jr.), Catherine Bell (Tenente colonnello Sarah "Mac" Mackenzie), Erik Palladino (Ufficiale della CIA Vostanik Sabatino), Alyssa Diaz (Agente Speciale NCIS Jasmine Garcia), Gil Birmingham (Capitano della marina Steven Douglas), Sprague Grayden (Olivia Baird), Don Wallace (Sottufficiale Navy Seal Frank Wallace), Tim True (Anton Yashnikov), Spencer Daniels (Sottufficiale seconda Classe Vincent Davis), Faruk Amireh (Fadhil Sarraf), Guy Wilson (Cannoniere della marina Michael Skinner), Sue Shaheen (Sottufficiale prima Classe), Carl Chao (Agente Speciale NCIS Brian Lee), Vachik Mangassarian (Presidente iraniano falso), Thomas Lumberg Jr. (LAPD Detective #1), Ahmed El-Mawas (Soldato arabo), Sam Avishay (Combattente Ceceno), Paris Benjamin (Alexandra Duvivier), Kolio Kolev (Muhammad Pliyev).
- Note. In questo e nel precedente episodio, così come nei primi due dell'undicesima stagione, compaiono come "Special Guest Stars" David James Elliott nel ruolo del Capitano Harmon "Harm" Rabb e Catherine Bell in quello del Tenente Colonnello Sarah "Mac" Mackenzie, entrambi protagonisti di JAG - Avvocati in divisa, serie che ha lanciato NCIS e i suoi spin-off. Durante questa reunion in NCIS: Los Angeles, il pubblico viene a sapere com'è finita la loro relazione dopo la fine della serie: infatti Harm e Mac non si vedono da 9 anni poiché hanno preso strade diverse, e il loro fidanzamento non ha resistito.
- Ascolti USA: 5 280 000 telespettatori[45]
- Ascolti Italia: 1.114.000 telespettatori - share 5,16%;[44]